# أياندا دينج
أياندا دينج (توفيت في 24 مارس 2019) متحولة جنسيا من جنوب إفريقيا وناجية من الاتجار بالجنس. كانت مدافعة عن المتحولين جنسياً، والناجين من الاتجار بالجنس، وإلغاء الدعارة.  كانت رئيسة فرقة عمل تعليم ومناصرة العاملين بالجنس (SWEAT). قالت دينج «كونك متحول جنسيًا هو ... جرعة ثلاثية من الوصم والتمييز». 

## النشأة
كانت دينجي من الكوسيون، نشأت في مدينة بورت إليزابيث في كيب الشرقية. 

## الحياة المهنية
بدأت دينج العمل في جوهانسبرج، وسافرت لاحقًا إلى مدن أخرى في جنوب إفريقيا بما في ذلك هراري ودوربان وكيب تاون وبورت إليزابيث وشلالات فيكتوريا.  عملت في مجال الجنس لأكثر من 15 عامًا. 
عملت دينج منسقة توعية لحركة Sisonke Sex Worker Movement (Sisonke) لمدة عامين. 
كانت دينج رئيسة فريق عمل تعليم ومناصرة العاملات بالجنس (SWEAT).  كانت مدافعة عن المتحولين جنسياً، والمشتغلين بالجنس، ولإلغاء تجريم العمل بالجنس.  من خلال عملها ودورها مع SWEAT، دربت دينج 50 من المتعليمين الأقران، وعملت متحدثة محفزة للتوعية حول أمراض السرطان، ونقص المناعة المكتسبة (الإيدز)، وقضايا الدفاع عن حقوق الإنسان المتعلقة بالعمل الجنسي".
تحدثت دينج في حفل إطلاق تحالف Asijiki في أغسطس 2015 في كيب تاون من أجل إلغاء تجريم العمل بالجنس.  تضم المنظمة المشتغلين بالجنس والناشطين والدعاة والمدافعين عن حقوق الإنسان، وتتألف اللجنة التوجيهية من حركة Sisonke للعاملات في الجنس (Sisonke)، والمركز القانوني للمرأة (WLC)، وفرقة عمل تعليم ومناصرة العاملات بالجنس (SWEAT) و Sonke للعدالة بين الجنسين. 